# Чезано Босконе
Чезано Босконе (итал. Cesano Boscone) је насеље у Италији у округу Милано, региону Ломбардија.
Према процени из 2011. у насељу је живело 23368 становника. Насеље се налази на надморској висини од 121 м.

## Становништво
Према резултатима пописа становништва 2011. у општини је живело 23.398 становника.
| 1931. | 1936. | 1951. | 1961. | 1971.  | 1981.  | 1991.  | 2001.  | 2011.  |
| ----- | ----- | ----- | ----- | ------ | ------ | ------ | ------ | ------ |
| 2.837 | 3.336 | 3.699 | 5.617 | 21.253 | 25.008 | 26.260 | 23.593 | 23.398 |